# Salvatore Mastronunzio
Salvatore Mastronunzio (Empoli, 5 settembre 1979) è un calciatore italiano.
È soprannominato la Vipera da quando giocava nel Frosinone.

## Carriera
Ha debuttato giovanissimo in Serie A con la maglia della sua città natale, l'Empoli, l'8 marzo 1998 in una gara contro il Bari. Ha giocato anche la domenica successiva con il Parma. Successivamente è stato mandato a fare esperienza in varie squadre di Serie C, categoria dove è rimasto fino al 2003; qui è stato con la Fermana dove si è lanciato, siglando 13 gol. Subito dopo ha giocato in Serie B con Ascoli e Frosinone. Dopo una parentesi al Foggia che gli è fondamentale per ritrovare il vizio del gol, nell'estate 2007 passa all'Ancona, in cui ha contribuito alla promozione in Serie B con 15 gol in campionato e 3 nei play-off.
Nella stagione 2008-2009 è rimasto in biancorosso e si è affermato come capocannoniere e leader della squadra, segnando 17 gol in campionato e 2 reti nei due match di play-out contro il Rimini che hanno permesso all'Ancona di salvarsi e rimanere in Serie B.
Il 29 settembre 2009 Mastronunzio ha adeguato e prolungato il suo contratto con l'Ancona fino al 2013.
Il 21 novembre 2009 Mastronunzio firma una doppietta nel derby al Del Duca, che grazie anche alla rete di Colacone, porta alla vittoria i dorici, vittoria che mancava in casa ascolana dal 1942. Nell'anno solare 2009 Mastronunzio ha segnato 20 gol in 40 partite di campionato ed è il secondo goleador fra Serie A e Serie B (prima di lui soltanto Diego Milito con 22 gol). È il miglior marcatore della storia dell'Ancona del dopoguerra grazie ai suoi 62 gol (compresa la Coppa Italia).
Il 24 giugno 2010 passa a titolo definitivo al Siena, con cui firma un contratto fino al giugno 2013. Il 22 agosto segna il suo primo gol con la nuova maglia alla prima giornata di campionato ai danni del Pescara.
Il 22 agosto 2011 si trasferisce, in prestito con diritto di riscatto, in Lega Pro Prima Divisione, allo Spezia. Nel mercato di gennaio 2012 si trasferisce, sempre in prestito, in Serie B al Gubbio. Debutta il 21 gennaio nella sconfitta esterna per 2-1 contro l'Ascoli sostituendo Marcel Büchel al 60'.
Conclude la stagione con 10 presenze in campionato retrocedendo. Rimane poi svincolato.
Dopo essersi allenato in estate con il Trapani di Serse Cosmi, il 22 ottobre 2015 viene tesserato dalla Robur Siena, dove ritorna dopo la stagione in Serie B nel 2010-2011, firmando fino a giugno 2016.
Debutta in Lega Pro tre giorni dopo sostituendo Emiliano Bonazzoli al minuto 81 in Siena-Maceratese 0-1 e segna il suo primo gol il 15 novembre nella vittoria per 1-2 contro il Pisa.
Il 12 febbraio 2017 firma un contratto con il Crevalcore, squadra di promozione Emiliana.
Il 4 settembre 2017 trova l'accordo con l'Anconitana, formazione di prima categoria che raccoglie l'eredità dell'Us Ancona 1905, diventandone capitano e tornando nel capoluogo dorico dopo 7 anni.
Il 17 dicembre 2017, nella partita Anconitana - Montemarciano, Mastronunzio ha realizzato il goal numero 72 ed è attualmente il calciatore che ha segnato più goal nella storia dell'Ancona (ora Anconitana) avendo battuto il record di Gustavo Fiorini (centravanti dorico degli anni 30 - 40 che si fermò a quota 71). Nella stagione 2018-2019, giocata dall'Anconitana in Promozione, raggiunge e supera il traguardo dei 100 gol con la casacca biancorossa.
Rimasto fuori dal nuovo progetto tecnico del club dorico, nell'estate 2019 si accorda con il Montefano, società che disputa il campionato di Eccellenza Marche.
Il 28 luglio 2021 viene annunciato che, dopo due stagioni al Montefano condite da 20 gol in 36 partite, non farà parte della squadra per la stagione 2021/22. Il 26 agosto seguente viene ufficializzato il suo ingaggio da parte della Maceratese, militante nel campionato di Promozione. Il 17 marzo 2022, tre mesi prima della naturale scadenza del contratto, la società comunica di aver rescisso il rapporto con l'attaccante.

## La squalifica per il calcioscommesse
Coinvolto nello scandalo del calcioscommesse, il 1º giugno 2012 il procuratore federale Stefano Palazzi richiede per lui quattro anni e sei mesi di squalifica. Il 18 giugno in primo grado la Commissione Disciplinare della FIGC lo squalifica per quattro anni.
Coinvolto nel caso all'indomani della sentenza, il 23 agosto 2012, intervenuto telefonicamente a Speciale Calciomercato, ha affermato che nella riunione tecnica prima della sfida Novara-Siena (2-2) del maggio 2011 (gara che determinò la promozione aritmetica in Serie A dei toscani), l'allora tecnico Antonio Conte non affermò e non incitò i giocatori per accomodare il risultato e giocare per il pareggio, anche perché lo stesso Mastronunzio non fu non convocato per scelta tecnica dal mister, bensì in quanto infortunato (così come avvenne per Albinoleffe-Siena 1-0): tuttavia, afferma che Filippo Carobbio, all'epoca dei fatti suo compagno di squadra al Siena, fosse «un ragazzo che sembrava talmente tranquillo, quindi... ormai tutte le idee che mi potevo essere fatto su alcuni giocatori, vengono smontate». Ed aggiunge: «Sono sempre stato diffidente su tutti, su tutto questo mondo».
Il 15 aprile 2013, il TNAS gli riduce la squalifica a 3 anni.

## Statistiche

### Presenze e reti nei club
Statistiche aggiornate al 31 marzo 2018.
| Stagione          | Squadra           | Campionato        | Campionato | Campionato | Coppe nazionali | Coppe nazionali | Coppe nazionali | Coppe continentali | Coppe continentali | Coppe continentali | Altre coppe | Altre coppe | Altre coppe | Totale | Totale |
| Stagione          | Squadra           | Comp              | Pres       | Reti       | Comp            | Pres            | Reti            | Comp               | Pres               | Reti               | Comp        | Pres        | Reti        | Pres   | Reti   |
| ----------------- | ----------------- | ----------------- | ---------- | ---------- | --------------- | --------------- | --------------- | ------------------ | ------------------ | ------------------ | ----------- | ----------- | ----------- | ------ | ------ |
| 1997-1998         | Empoli            | A                 | 2          | 0          | CI              | 0               | 0               | -                  | -                  | -                  | -           | -           | -           | 2      | 0      |
| 1998-1999         | Empoli            | A                 | 0          | 0          | CI              | 0               | 0               | -                  | -                  | -                  | -           | -           | -           | 0      | 0      |
| 1999-2000         | Baracca Lugo      | D                 | 6          | 0          | CI-D            | 0               | 0               | -                  | -                  | -                  | -           | -           | -           | 6      | 0      |
| 2000-2001         | Rondinella        | C2                | 26         | 8          | CI-C            | 1               | 0               | -                  | -                  | -                  | -           | -           | -           | 27     | 8      |
| 2001-2002         | Empoli            | B                 | 0          | 0          | CI              | 0               | 0               | -                  | -                  | -                  | -           | -           | -           | 0      | 0      |
| 2002-2003         | Fermana           | C1                | 33         | 12         | CI-C            | 0               | 0               | -                  | -                  | -                  | -           | -           | -           | 33     | 12     |
| 2003-2004         | Ascoli            | B                 | 24         | 2          | CI              | 0               | 0               | -                  | -                  | -                  | -           | -           | -           | 24     | 2      |
| 2004-2005         | Frosinone         | C1                | 35+2       | 13+1       | CI-C            | 8               | 4               | -                  | -                  | -                  | -           | -           | -           | 45     | 18     |
| 2005-2006         | Frosinone         | C1                | 33+4       | 10         | CI+CI-C         | 1+3             | 0               | -                  | -                  | -                  | -           | -           | -           | 41     | 10     |
| 2006-gen. 2007    | Frosinone         | B                 | 4          | 0          | CI              | 0               | 0               | -                  | -                  | -                  | -           | -           | -           | 4      | 0      |
| Totale Frosinone  | Totale Frosinone  | Totale Frosinone  | 72+6       | 23+1       |                 | 12              | 4               |                    | -                  | -                  |             | -           | -           | 90     | 28     |
| gen.-giu. 2007    | Foggia            | C1                | 13+4       | 1+3        | CI-C            | 3               | 1               | -                  | -                  | -                  | -           | -           | -           | 20     | 5      |
| 2007-2008         | Ancona            | C1                | 32+4       | 15+3       | CI-C            | 2               | 2               | -                  | -                  | -                  | -           | -           | -           | 38     | 20     |
| 2008-2009         | Ancona            | B                 | 41+2       | 17+2       | CI              | 1               | 0               | -                  | -                  | -                  | -           | -           | -           | 44     | 19     |
| 2009-2010         | Ancona            | B                 | 40         | 22         | CI              | 2               | 2               | -                  | -                  | -                  | -           | -           | -           | 42     | 24     |
| 2010-2011         | Siena             | B                 | 34         | 9          | CI              | 1               | 0               | -                  | -                  | -                  | -           | -           | -           | 35     | 9      |
| 2011-gen. 2012    | Spezia            | 1D                | 13         | 1          | CI+CI-LP        | 0+2             | 0               | -                  | -                  | -                  | -           | -           | -           | 15     | 1      |
| gen.-giu. 2012    | Gubbio            | B                 | 10         | 0          | CI              | -               | -               | -                  | -                  | -                  | -           | -           | -           | 10     | 0      |
| ott. 2015-2016    | Siena             | LP                | 3          | 1          | CI-LP           | 2               | 1               | -                  | -                  | -                  | -           | -           | -           | 5      | 2      |
| Totale Siena      | Totale Siena      | Totale Siena      | 37         | 10         |                 | 3               | 1               |                    | -                  | -                  |             | -           | -           | 40     | 11     |
| feb.-giu. 2017    | Crevalcore        | P                 | -          | -          | -               | -               | -               | -                  | -                  | -                  | -           | -           | -           | -      | -      |
| Totale Crevalcore | Totale Crevalcore | Totale Crevalcore | -          | -          |                 | -               | -               |                    | -                  | -                  |             | -           | -           | -      | -      |
| 2017–2018         | Anconitana        | 1C                | 33         | 31         | -               | -               | -               |                    |                    |                    |             |             |             | 33     | 31     |
| 2018-2019         | Anconitana        | P                 | 30         | 20         |                 |                 |                 |                    |                    |                    |             |             |             | 30     | 20     |
| 2019-2020         | Montefano         | Ecc.              | 20         | 13         |                 |                 |                 |                    |                    |                    |             |             |             | 20     | 13     |
| 2020-2021         | Montefano         | Ecc.              | 15         | 5          |                 |                 |                 |                    |                    |                    |             |             |             | 15     | 5      |
| 2021-2022         | Maceratese        | P                 | 18         | 4          |                 |                 |                 |                    |                    |                    |             |             |             | 18     | 4      |
| Totale Ancona     | Totale Ancona     | Totale Ancona     | 145+6      | 84+5       |                 | 5               | 3               |                    | -                  | -                  |             | -           | -           | 156    | 93     |
| Totale carriera   | Totale carriera   | Totale carriera   | 381+16     | 141+9      |                 | 26              | 10              |                    | -                  | -                  |             | -           | -           | 423    | 160    |

## Palmarès

### Club

#### Competizioni nazionali
- Coppa Italia Serie C: 1

Foggia: 2006-2007

#### Competizioni regionali
- Prima categoria girone B: 1

Ancona: 2017-2018